# 권순
권순(權恂, ? ~ ?)은 조선 중기의 무신, 군인이며 임진왜란 때의 의병장이다. 자는 언침(彦忱), 호는 쌍천(雙泉)이다. 본관은 안동(安東)이다. 권근(權根)의 후손이고, 도원수 권율의 형이다.

## 생애
대제학 문충공 권근(權根)의 7세손으로 중종 31년(1536년)에 출생하였다. 42세에 문음으로 처음 관직에 나아갔다. 1592년(선조 25년) 임진왜란이 일어나자 의주까지 선조를 호종하으며, 이어 동생인 도원수 권율(權慄)의 막부가 있는 수원성으로 가서 권율을 도와 전투를 수행하고, 그를 따라 한강을 건너 행주산성 전투에도 참여했다. 이 때의 전공으로 양주목사에 제수되으나 일을 제대로 수행하지 않아 파직당했다. 이후 평산군수, 봉산군수 등에 제수되었으나 신병으로 부임하지 못했다. 파주목사로 제수되었을 때에는 나이가 많다는 이유로 체직되었다.
1597년(선조 30년) 정유재란 때에는 접반사로 활약했으며, 치열했던 울산 도산전투에도 두 번 참전하였다. 첨지중추부사에 제수되고 이어 동지중추부사와 오위도총부 부총관에 제수되었다. 전란이 종식된 후에 선무원종공신(宣武原從功臣) 이등에 녹훈되었다. 강화에 거처하다 선조 39년(1606년)에 죽었다. 슬하에 3남 1녀를 두었으며 사후 증직으로 증 의정부좌찬성 겸지의금부사에 추증되었다.

## 가족
- 고조(高祖)
  - 연천현감 증판서(漣川縣監 贈判書) 권마(權摩)
- 증조(曾祖)
  - 양근군수 증좌찬성(楊根郡守 贈左贊成) 권교(權僑)
- 조부(祖父)
  - 강화부사 증영의정(江華府使 贈領議政) 권적(權勣)
- 선고(先考)
  - 영의정(領議政) 권철(權轍)
- 형제(兄弟)
  - 광흥창수(廣興倉守) 권항(權恒)
  - 호조좌랑(戶曹佐郞) 권개(權愷)
  - 도원수 증영의정 영가부원군(都元帥 贈領議政 永嘉府院君) 권율(權慄)
- 자녀(子女)
  - 황해도병마절도사(黃海道兵馬節度使) 권진경(權晉慶)
  - 금성현령(金城縣令) 권이경(權履慶)
  - 사헌부감찰(司憲府監察) 권익경(權益慶)

## 같이 보기
- 임진왜란
- 호성공신
- 권율

## 참고 문헌
- 조선왕조실록(朝鮮王朝實錄), 청음집(淸陰集), 계곡집(谿谷集), 국조인물고(國朝人物考), 안동권씨세보(安東權氏世譜).